# Греция на летних Олимпийских играх 1948
Греция на летних Олимпийских играх 1948 года была представлена 61 спортсменом, которые приняли участие в 9 видах спорта. Греческие спортсмены принимали участие во всех летних Олимпийских играх с 1896 года. На церемонии открытия Игр национальный флаг было доверено нести яхтсмену Георгиосу Каламбокидису. По итогам соревнований сборная Греции на пятых летних Играх подряд осталась без медалей. Последняя олимпийская награда греческими спортсменами была завоёвана в 1920 году, когда сборная Греции стала серебряным призёром в командных соревнованиях по стрельбе.

## Состав сборной
Сразу два греческих спортсмена выступали в двух дисциплинах. Мантос Калудис участвовал в шоссейном и трековом велоспорте, а Николаос Меланофеидис помимо плавания принял участие в ватерпольном турнире.
 Академическая гребля
1. Георгиос Вениерис
2. Иаковидис Диакумакос
3. Ираклис Клангас
4. Файдон Маттайоу
5. Никос Николау
6. Филас Параскеваидис
7. Никос Филиппидис
8. Грегориос Эммануил

 Борьба
1. Николаос Бирис
2. Антониос Гриллос
3. Спирос Дефтераиос
4. Атанасиос Камбафлис
5. Георгиос Петмецас

 Шоссейный велоспорт
1. Мантос Калудис
2. Эвангелос Кувелис
3. Петрос Леонидис

 Трековый велоспорт
1. Мантос Калудис

 Водное поло
1. Рихардос Брусалис
2. Димитриос Зографос
3. Николаос Меланофеидис
4. Александрос Монастириотис
5. Эммануил Пападопулос
6. Иоаннис Папстефану
7. Панайотис Проватопулос
8. Димостенис Стамболис

 Лёгкая атлетика
1. Теодосиос Балафос
2. Георгиос Карагеоргос
3. Стелиос Кириакидес
4. Петрос Кросфилит-Омирос
5. Иоаннис Ламбру
6. Василиос Маврапостолос
7. Василиос Мавродис
8. Кирос Маринис
9. Стефанос Петракис
10. Лазарос Петропулакис
11. Атанасиос Рагазос
12. Николаос Силлас
13. Стилянос Стратакос
14. Константинос Ятаганас
15. Домница Ланиту-Кавуниду

 Парусный спорт
1. Николаос Влангалис
2. Георгиос Каламбокидис
3. Христофорос Каролу
4. Атанасиос Нанопулос

 Плавание
1. Николаос Меланофеидис
2. Панайотис Хацикириякакис

 Стрельба
1. Атанасиос Аравоситас
2. Илиас Валатас
3. Георгиос Вихос
4. Константинос Милонас
5. Георгиос Статис
6. Вангелис Хрисафис
7. Николаос Цовлас

 Фехтование
1. Константинос Бембис
2. Стефанос Зинцос
3. Иоаннис Карамазакис
4. Атанасиос Нанопулос
5. Андреас Скотидас
6. Николаос Христояннопулос

Конкурс искусств
1. Константинос Асланидис
2. Костас Валсамис
3. Патроклос Карантинос
4. Димитриос Кокоцис

## Результаты соревнований

### Академическая гребля
Соревнования по академической гребле на Олимпийских играх 1948 года проходили в гребном центре в Хенли-он-Темс, где ежегодно проводятся соревнования Королевской регаты. Из-за недостаточной ширины гребного канала в одном заезде могли стартовать не более трёх лодок. В следующий раунд из каждого заезда проходили только победители гонки.
Мужчины
| Соревнование | Спортсмены      | Предварительный заезд | Предварительный заезд | Предварительный заезд | Отборочный заезд | Отборочный заезд | Отборочный заезд | Полуфинал            | Полуфинал            | Полуфинал            | Финал                | Финал                |
| Соревнование | Спортсмены      | Заезд                 | Время                 | Место                 | Заезд            | Время            | Место            | Заезд                | Время                | Место                | Время                | Место                |
| ------------ | --------------- | --------------------- | --------------------- | --------------------- | ---------------- | ---------------- | ---------------- | -------------------- | -------------------- | -------------------- | -------------------- | -------------------- |
| одиночки     | Файдон Маттайоу | 5                     | NOT                   | 2                     | 1                | 8:13,9           | 3                | завершил выступление | завершил выступление | завершил выступление | завершил выступление | завершил выступление |